# Lokomotiva Triplex
Lokomotiva Triplex byla lokomotiva s děleným pojezdem Malletovy soustavy se třemi samostatně poháněnými skupinami spřažených dvojkolí, z nichž jedna se nacházela pod tendrem. Lokomotivy vyrobila v letech 1914 a 1916 v počtu 4 exemplářů lokomotivka Baldwin s využitím patentu George R. Hendersona. Ve své době byly považovány za největší na světě. Jednalo se o lokomotivy se sdruženým parním strojem, ze středních vysokotlakých válců byla pára vedena do předních (z levého) a zadních (z pravého) válců nízkotlakých. Všechny válce měly stejné rozměry. Pouze přední válce vyfukovaly páru přes dyšnu do komína, čímž zvyšovaly tah v topeništi, pára ze zadních válců byla přes ohřívač napájecí vody vedena do komína v zadní části tendru a k zlepšení hoření tedy nepřispívala. Lokomotivy byly vybaveny mechanickým přikladačem.
Lokomotivy vyrobené pro železnici Erie Railroad měly uspořádání pojezdu (1′D)D(D1′) a byly označeny řadou P1. Dosahovaly tažné síly až 712 kN a byly určeny pro postrkovou službu na stoupání 15‰ mezi Susquehannou (stát Pensylvánie) a vrcholkem trati v Gulf Summit (stát New York). První z nich byla pojmenována Matt H. Shay po jednom z nejzkušenějších strojvůdců společnosti. V rámci zkušebních jízd v červenci 1914 utáhla 250vozový vlak o hmotnosti přes 16 000 tun a 2 600 m dlouhý. Tento soudobý rekord lokomotiv parní trakce byl ustanoven na 37 km trati mezi Binghamtonem a Susquehannou. Při rozjezdu byla vyžadována asistence postrkových lokomotiv, jinak lokomotiva zvládla trasu s rozhodným stoupáním 9‰ samostatně, přičemž dosáhla maximální rychlosti 23 km/h. Zbylé dva stroje byly dodány v roce 1916, lišily se například plochou roštu zvýšenou na 11,3 m². Mezi problémy lokomotiv patřilo, že jejich kotle nebyly schopny generovat dostatek páry, zásoba 44 m³ vody stačila pouze na kratší vzdálenosti, aktuální stav vody a uhlí v tendru měl přímý vliv na adhezní hmotnost a lokomotivní četa na stanovišti přímo nad zadním párem válců byla vystavena zvýšeným teplotám a hluku. Kombinace těchto nedostatků způsobila, že byly vyřazeny koncem 20. let.
V roce 1916 dodal Baldwin společnosti Virginian Railway jedinou lokomotivu Triplex řady XA. Od lokomotiv P1 se odlišovala dvěma běhouny v zadním podvozku, celkové uspořádání pojezdu tedy bylo (1′D)D(D2′). Mezi další změny patřil například menší průměr hnacích dvojkolí, průměr válců zmenšený na 864 mm, 10 m² plochy roštu nebo fakt, že ač šlo stále o sdruženou lokomotivu, byl rozvod upraven tak, aby při rozjezdu mohly válce fungovat v režimu s jednoduchou expanzí. Lokomotiva trpěla nedostatečným vývinem páry a po 4 letech neúspěšného provozu byla vrácena výrobci, který ji přestavěl na dvě lokomotivy s uspořádáním (1′D)D a 1′D1′.